# Чампуррадо

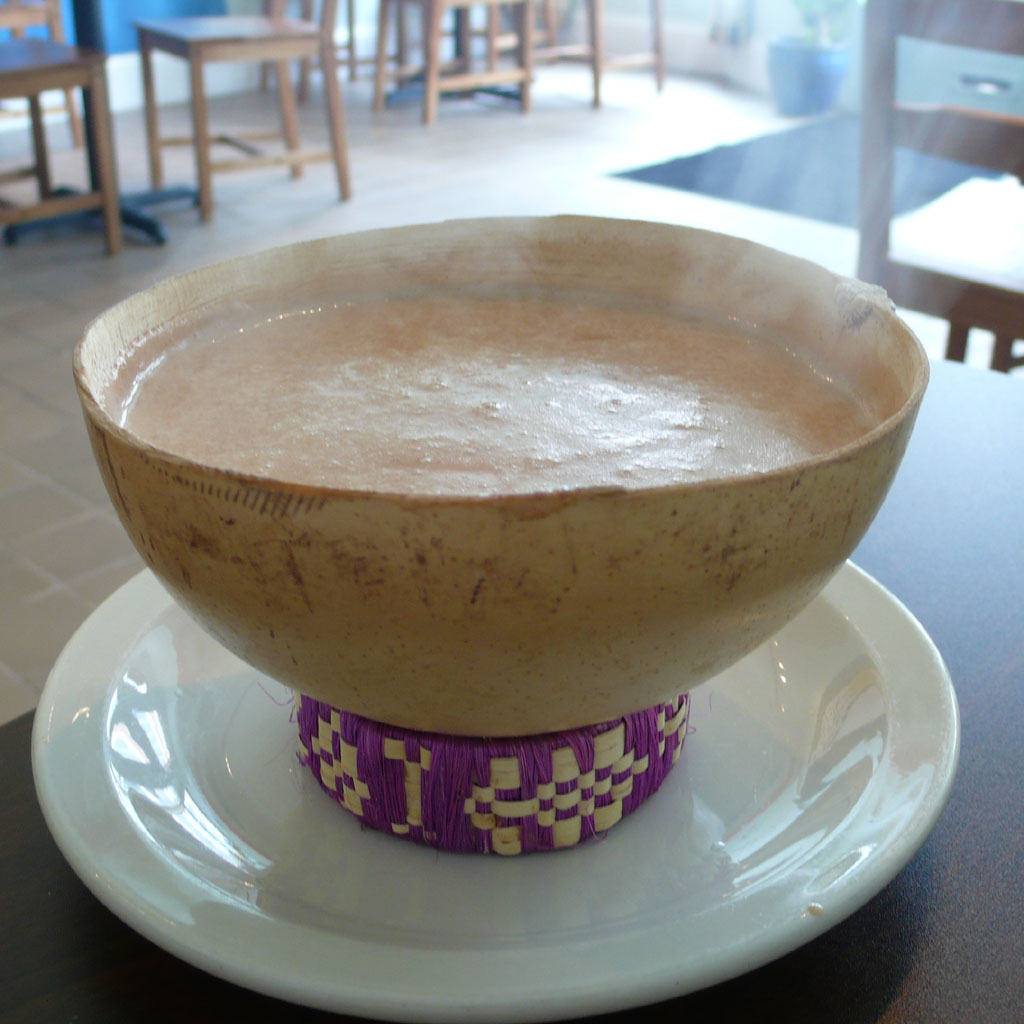
Горячий чампуррадо на завтрак

Чампуррадо (исп. Champurrado) — горячий мексиканский напиток атоле, в состав которого, помимо кукурузной муки (часто обработанной соком лайма) и коричневого сахара, входит топлёный шоколад. Готовят его как с водой, так и с молоком. Для ароматизации могут быть использованы корица, семена аниса или ванили.
Атоле взбивается с помощью деревянного венчика, называемого  молинийо (в современных условиях его заменяет блендер). Чампуррадо традиционно подаётся с чуррос утром в качестве простого завтрака или вечером как снэк. Чампуррадо также очень популярен в день мёртвых и на праздник Лас Посадас (в сезон Рождества), тогда он подаётся параллельно с тамале.
Порошкообразный чампуррадо продаётся в Мексике в бакалейных лавках. В готовом виде имеет густую консистенцию, напоминающую кашицу. Иногда его готовят с алкоголем, с арахисом, цедрой апельсина или куриными яйцами.